# Slaapmuts

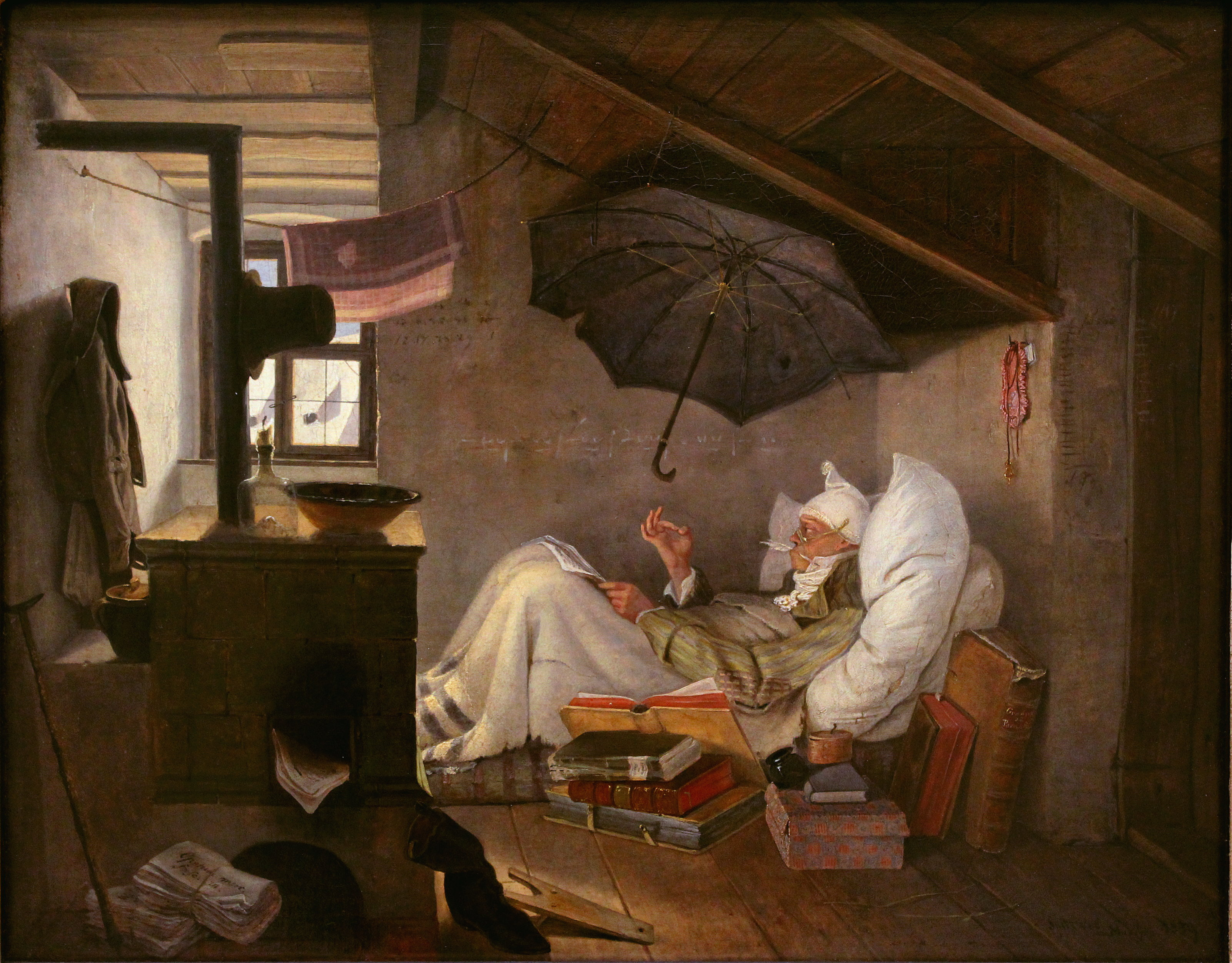
Carl Spitzweg, De arme dichter, 1839 (Neue Pinakothek).

Een slaapmuts is een muts die gedragen wordt tijdens de slaap. Een slaapmuts kan gebruikt worden om het hoofd warm te houden of te voorkomen dat hoofdhaar klit of afbreekt door wrijving tegen het hoofdkussen.

## Geschiedenis
Een slaapmuts werd in de middeleeuwen gebruikt om de verspreiding van hoofdluizen tegen te gaan. Ook werd het gebruikt voor het warmhouden van het hoofd gedurende de nacht. In de pruikentijd was de slaapmuts zeer populair, omdat men onder de pruik vaak geen of weinig haar had en de pruiken een broedplaats voor deze luizen waren.
Een gepunte slaapmuts was meestal voorbehouden aan mannen: vrouwen droegen een ronde "slaaphoed", waarvan de stof om het hoofd gevouwen was. 
Door de centrale verwarming, betere isolatie en kennis over de behandeling van hoofdluis is de slaapmuts hiervoor overbodig geworden. 
Een slaapmuts kan comfortabel zijn bij tijdelijke kaalheid en het voorkomen van het afbreken van haren tijdens een chemotherapie.

## Andere betekenissen
- Een slaapmutsje is een kruidachtige plant uit de papaverfamilie.
- Een slaapmutsje is ook een borreltje dat men drinkt vlak voor het slapengaan om te zorgen dat men goed slaapt of het laatste borreltje voor men huiswaarts keert.